# Sismo de Ludian de 2014

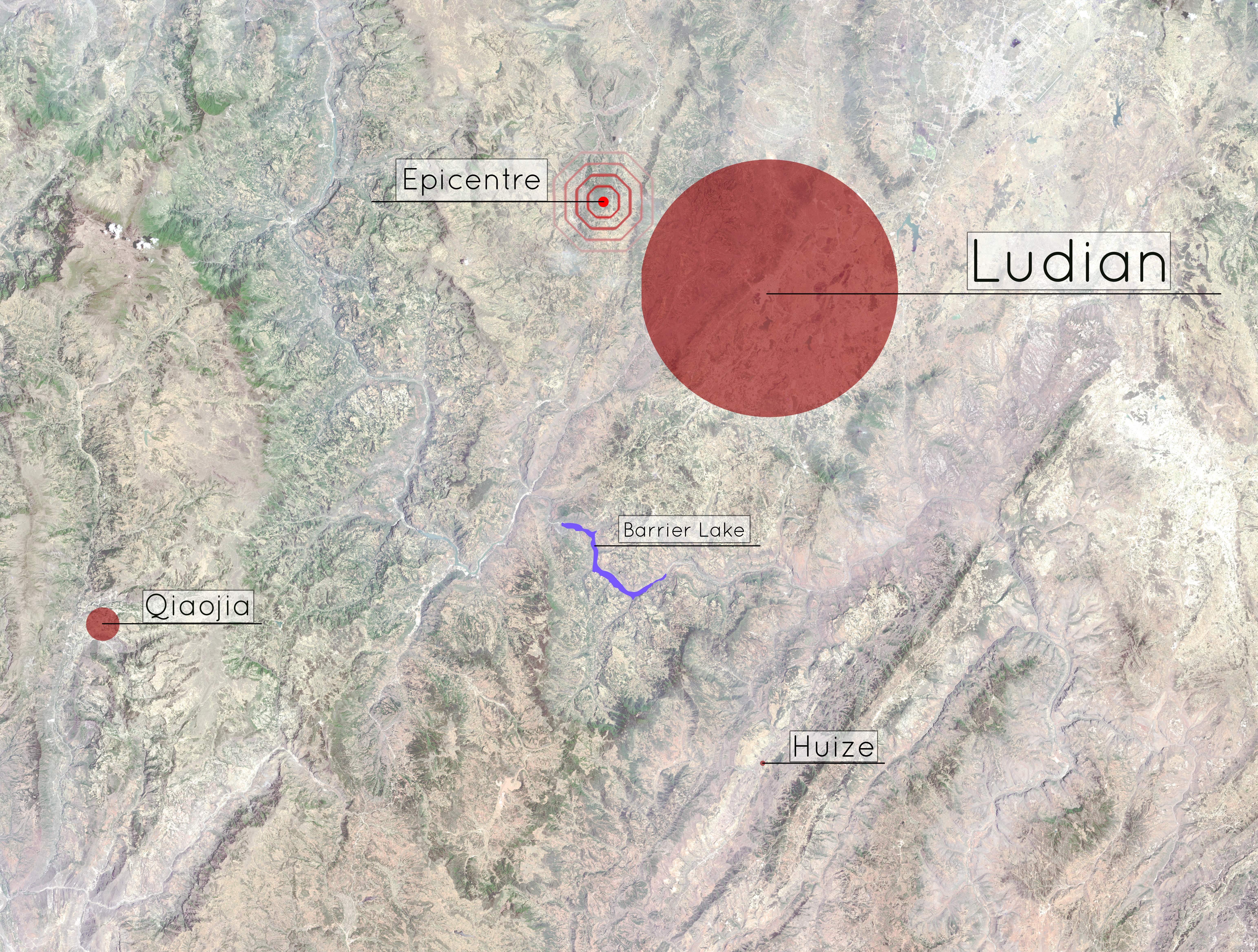
Imagem de satélite da área imediata afetada pelo terremoto de Ludian. O tamanho dos círculos vermelhos representa o número de falecidos por condado.

O sismo de Ludian de 2014 atingiu o condado de Ludian, Yunnan, República Popular da China, com uma magnitude de momento de 6,1 em 3 de agosto. O abalo matou pelo menos 617 pessoas, ferindo pelo menos 2 400 outras. Em 5 de agosto de 2014, 112 pessoas continuam desaparecidas. Mais de 12 000 casas desabaram e 30 000 foram danificadas. De acordo com o Serviço Geológico dos Estados Unidos, o terremoto ocorreu a 29 km (18 milhas) a sudoeste da cidade de Zhaotong às 16h30, horário local (08h30 UTC).

## Configuração tectônica

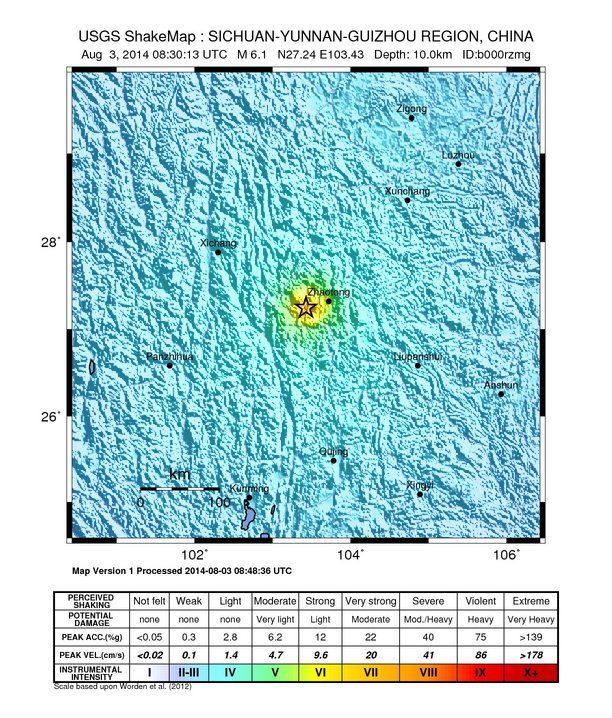
ShakeMap do terremoto do Serviço Geológico dos Estados Unidos

O terremoto ocorreu às 16h03, horário de Pequim (08h03 UTC), em 3 de agosto de 2014. Pesquisas geológicas americanas indicaram que o epicentro foi de 29 km (18 milhas) a sudoeste da cidade de Zhaotong a uma profundidade de 10,0 km (6,2 milhas), província propensa a terremotos de Yunnan, no sudoeste da China, a cerca de 18 km (11 milhas) de Zhaotong. Foi especialmente sentido na província de Yunnan, e menos nas províncias de Guizhou e Sichuan.
A magnitude do terremoto foi de 6,1 na escala de magnitude de momento com uma intensidade de até VII na escala de intensidade de Mercalli. O terremoto foi o resultado de uma falha de deslizamento, cujo plano de falha tem um ataque sudoeste-nordeste.
A sismicidade nesta região do sudeste da Ásia é o resultado direto da atividade orogênica do cinturão montanhoso do Himalaia. Devido à complexa interação entre a Placa Eurasiática e a Placa Indo-Australiana do Afeganistão, no oeste, até a Birmânia e a China, no leste, muitas falhas subsuperficiais rasas estão presentes no sudoeste da China e na vizinha Mianmar.

## Tremores secundários
De 3 de agosto às 6 UTC até 21 UTC, 9 tremores secundários de M 3.0 ou superior foram registrados pelo China Seismic Bureau. O maior tremor secundário mediu M 4,2.
| Número | Data     | (°N) | (°E)  | Profundidade focal (km) | Magnitude | Localização                                                | Hora do terremoto (BJT) |
| ------ | -------- | ---- | ----- | ----------------------- | --------- | ---------------------------------------------------------- | ----------------------- |
| 1      | 2014-8-3 | 27,1 | 103,3 | 12                      | 6,5       | Condado de Ludian, cidade de Zhaotong, província de Yunnan | 16:03:10                |
| 2      | 2014-8-3 | 27,1 | 103,4 | 5                       | 3,3       | Condado de Ludian, cidade de Zhaotong, província de Yunnan | 16:45:18                |
| 3      | 2014-8-3 | 27,1 | 103,4 | 5                       | 3,1       | Condado de Ludian, cidade de Zhaotong, província de Yunnan | 18:12:41                |
| 4      | 2014-8-3 | 27,1 | 103,4 | 9                       | 3,1       | Condado de Ludian, cidade de Zhaotong, província de Yunnan | 18:34:00                |
| 5      | 2014-8-3 | 27,1 | 103,4 | 5                       | 4         | Condado de Ludian, cidade de Zhaotong, província de Yunnan | 19:07:20                |
| 6      | 2014-8-3 | 27   | 103,4 | 8                       | 3,1       | Condado de Ludian, cidade de Zhaotong, província de Yunnan | 19:46:31                |
| 7      | 2014-8-3 | 27,1 | 103,4 | 5                       | 4,1       | Condado de Ludian, cidade de Zhaotong, província de Yunnan | 21:47:07                |
| 8      | 2014-8-3 | 27,1 | 103,3 | 11                      | 4,1       | Condado de Ludian, cidade de Zhaotong, província de Yunnan | 22:28:29                |
| 9      | 2014-8-4 | 27,1 | 10,4  | 5                       | 4,2       | Condado de Ludian, cidade de Zhaotong, província de Yunnan | 3:30:31                 |
| 10     | 2014-8-4 | 27,1 | 103,4 | 5                       | 3,1       | Condado de Ludian, cidade de Zhaotong, província de Yunnan | 7:06:10                 |